# Ангелуца Юрій Володимирович
Ю́рій Володи́мирович Ангелу́ца — молодший сержант підрозділу Збройних Сил України, учасник російсько-української війни, який загинув у ході російського вторгнення в Україну.

## Життєпис
Народився в смт Онуфріївці на Кіровоградщині. 
З початком війни на сході України у 2014 році пішов захищати Батьківщину від ворога. Пройшов АТО й повернувся живим. Нагороджений відзнакою Президента України «За участь в антитерористичній операції».
Після АТО Юрій повернувся до водійської професії, займався автомобільними перевезеннями. У лютому 2022 року, приїхавши додому у відпустку, до місця роботи він уже не повернувся, бо з початком російського вторгнення в Україну повернувся до Збройних Сил України. З 1 березня 2022 року він був уже на фронті. Військову службу проходив на посаді водія 2-го мінометного взводу 2-ї мінометної батареї 3-го механізованого батальйону. 
Загинув 9 квітня 2022 року під час виконання бойового завдання (місце — не уточнено). Похований 12 квітня 2022 року в рідному селищі Онуфріївці Олександрійського району Кіровоградської області.

## Нагороди
- орден «За мужність» III ступеня (2022, посмертно) — за особисту мужність і самовіддані дії, виявлені у захисті державного суверенітету та територіальної цілісності України, вірність військовій присязі[5].